# Đa tạp đại số
Đa tạp đại số là một trong những đối tượng được nghiên cứu nhất trong hình học đại số. Đa tạp đại số ban đầu được định nghĩa là tập nghiệm của hệ phương trình đa thức trên số thực hoặc số phức.  Toán học hiện đại tổng quát hóa định nghĩa này mà vẫn giữ tính hình học đằng sau định nghĩa gốc.:58
Các cách gọi đa tạp đại số có thể khác nhau một chút. Lấy ví dụ như, một số định nghĩa yêu cầu đa tạp phải bất khả quy, nghĩa là nó không phải hợp của hai tập nhỏ hơn và đóng trong tôpô Zariski. Dưới định nghĩa này, đa tạp đại số khả quy thì được gọi là tập đại số. Một số cách gọi khác không yêu cầu tính bất khả quy.
Định lý cơ bản của đại số đặt ra mối quan hệ giữa đại số và hình học bằng việc chỉ ra rằng đa thức monic (một đối tượng đại số) trong 1 biến với hệ số phức được xét theo các không điểm của nó (một đối tượng hình học) trên mặt phẳng phức. Tổng quát hóa kết quả này, Nullstellensatz của Hilbert đưa ra tương thích cơ bản giữa ideal của các vành đa thức với các tập đại số. Sử dụng Nullstellensatz và các kết quả liên quan, các nhà toán học đã đặt ra mối tương thích mạnh giữa các câu hỏi trên tập đại số và các câu hỏi trên lý thuyết vành. Sự tương thích này là một trong những đặc điểm nổi bật của hình học đại số.
Các đa tạp đại số thường là đa tạp nói chung, nhưng các đa tạp đại số có thể có các điểm kỳ dị trong khi đa tạp thì không thể có. Đa tạp đại số có thể được mô tả bằng số chiều. Đa tạp đại số có chiều bằng 1 được gọi là đường cong đại số còn đa tạp với chiều bằng 2 thì được gọi là mặt phẳng đại số.
Trong bối cảnh lý thuyết lược đồ hiện đại, một đa tạp đại số trên 1 trường là một lược đồ (bất khả quy và đã rút gọn) trên 1 trường với các cấu xạ cấu trúc được tách và thuộc dạng hữu hạn.

## Mô tả khái quát và định nghĩa
Một đa tạp affine trên trường đóng đại số là đa tạp dễ nhất để định nghĩa nên ta sẽ dùng nó trong phần này. Tiếp theo, ta có thể định đa tạp xạ ảnh và đa tạp giả xạ ảnh theo cách tương tự. Định nghĩa chung của các đa tạp đại số thường có được từ việc ghép các đa tạp giả xạ ảnh nhỏ hơn với nhau.

### Đa tạp affine
Cho trường đóng đại số K và số tự nhiên n, Gọi An là không gian affin n chiều trên K, đồng nhất với {\displaystyle K^{n}} qua việc chọn hệ tọa độ affine. Các đa thức  f  trong vành K[x1, ..., xn] có thể được xem là các hàm K-giá trị trên An bằng việc tính  f  tại các điểm thuộc An, nghĩa là chọn một số giá trị trong K cho mỗi xi. Với mỗi tập S của các đa thức trong K[x1, ..., xn], định nghĩa quỹ tích không Z(S) là tập các điểm trong An mà trên đó các hàm trong S đều trả về giá trị không, hay nói cách khác là
{\displaystyle Z(S)=\left\{x\in \mathbf {A} ^{n}\mid f(x)=0{\text{ với mọi }}f\in S\right\}.}
Tập con V của An được gọi là tập đại số affin nếu V = Z(S) với một vài S.:2Một tập đại số affin không rỗng V được gọi là bất khả quy nếu nó không thể viết thành hợp của hai tập con đại số chính tắc.:3 Một tập đại số affin bất khả quy có thể gọi ngắn đi là đa tạp affin.:3.
Các đa tạp affin có thể trang bị cùng tôpô tự nhiên bằng việc coi các tập đóng là các tập đại số affin. Tôpô này được gọi là tôpô Zariski.:2
Cho tập con V của An, ta định nghĩa I(V) là ideal của tất cả các đa thức triệt tiêu trên V:
{\displaystyle I(V)=\left\{f\in K[x_{1},\ldots ,x_{n}]\mid f(x)=0{\text{ với mọi }}x\in V\right\}.}
Với mọi tập đại số affin V, vành tọa độ hay vành cấu trúc của V là thương của vành đa thức chia bởi chính ideal này.:4

### Đa tạp trừu tượng
Trong hình học đại số cổ điển, tất cả đa tạp đều theo định nghĩa đa tạp giả xạ ảnh, tức là các đa tạp con mở của các đa tạp con đóng của không gian xạ ảnh. Để lấy ví dụ, trong chương 1 của Hartshorne, một đa tạp trên trường đóng đại số được định nghĩa là đa tạp giả xạ ảnh,:15 nhưng từ chương 2 trở đi, thuật ngữ đa tạp (hay còn gọi là đa tạp trừu tượng) thường chỉ đối tượng tổng quát hơn mà khi xét cục bộ thì là một đa tạp giả xạ ảnh nhưng nhìn tổng quan thì chưa chắc phải là đa tạp giả xạ ảnh; nghĩa là nó không có phép nhúng vào không gian xạ ảnh.:105 Như vậy, theo cổ điển thì định nghĩa của đa tạp đại số cần có phép nhúng vào không gian xạ ảnh, và phép nhúng này được dùng để định nghĩa tôpô trên đa tạp cùng với các hàm chính quy trên đa tạp. Bất lợi của định nghĩa này là không phải mọi đa tạp đều đi kèm phép nhúng tự nhiên vào không gian xạ ảnh. Để lấy ví dụ, dưới định nghĩa này thì tích P1 × P1 không phải đa tạp cho đến khi nó được nhúng vào không gian xạ ảnh bằng phép nhúng Segre. Tuy nhiên, bất cứ đa tạp nào có một phép nhúng vào không gian xạ ảnh thì cũng sẽ có nhiều phép nhúng khác vào không gian xạ ảnh bằng cách hợp phép nhúng đó với phép nhúng Veronese. Điều này cho thấy, tại thời gian cổ điển nhiều thuật ngữ vẫn còn chưa được định nghĩa trước một cách rõ ràng.